# Ordinaire de la messe
Pour les articles homonymes, voir Ordinaire.
L’ordinaire de la messe (latin: Ordo Missæ), parfois nommé Commun de la messe, est l'ensemble des prières et parties invariables de la messe de rite romain. L'ordinaire est différent du propre, chants qui changent durant l'année liturgique ou pour une fête religieuse. L'ordinaire se trouve dans le Missel romain comme une section distincte au milieu du livre, entre la messe de Pâques et le propre des périodes et des saints.

## Les chants du chœur pour le commun
Ces cinq parties sont traditionnellement chantées par un chœur. Le texte de ces chants ne change pas, sauf l’Agnus Dei dans la messe tridentine.
1. Kyrie eleison ("Seigneur, prends pitié")
2. Gloria ("Gloire à Dieu, au plus haut des cieux"), uniquement lors des messes de solennité et de fête, ainsi que les dimanches en dehors des périodes de l'avent et du carême.
3. Credo ("Je crois en un seul Dieu"), (le Credo nicéen), obligatoire uniquement lors des messes de solennité ainsi que les dimanches
4. Sanctus ("Saint, saint, saint est le Seigneur"), dont la seconde partie commence avec la parole "Benedictus qui venit" ("Béni soit celui qui vient") et souvent formait une partie séparée avant la réforme du concile Vatican II.
5. Agnus Dei ("Agneau de Dieu")

Le Kyrie est le seul chant en grec, le texte des autres étant en latin. Avant le concile de Trente, les chœurs fréquemment ajoutaient des versets très élaborés pour allonger le Kyrie.

## Les autres textes
Les textes de l'ordinaire qui ne font pas partie du chœur sont les suivantes :
1. la prière de l'offertoire, et la prière après la communion ;
2. le canon de la messe ;
3. le Pater Noster ("Notre Père"), les prières jusqu'à la communion du prêtre et des fidèles, et les prières au moment de la purification du calice ;
4. la bénédiction finale.